# Jacques-Yves Cousteau

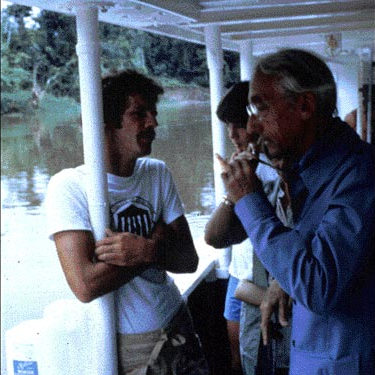
Cousteau a Calypso fedélzetén

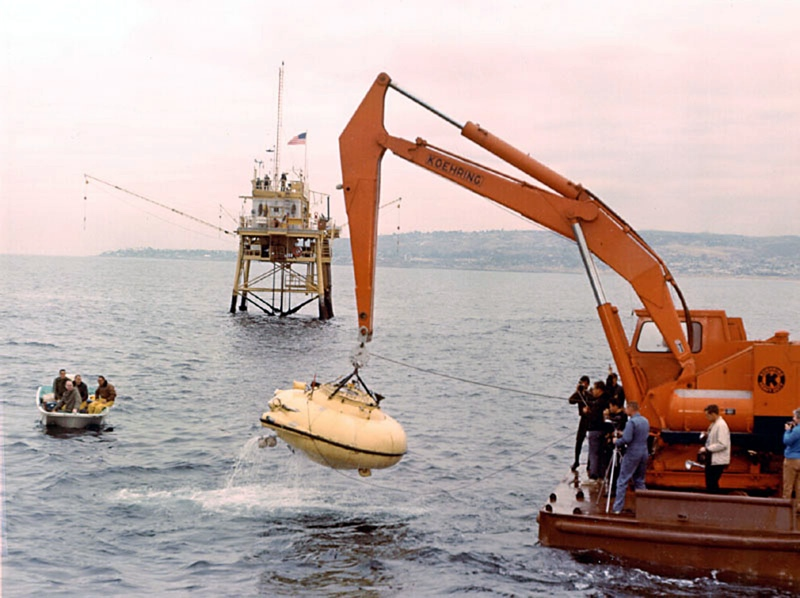
Cousteau „repülő csészealja” vízre ereszkedik

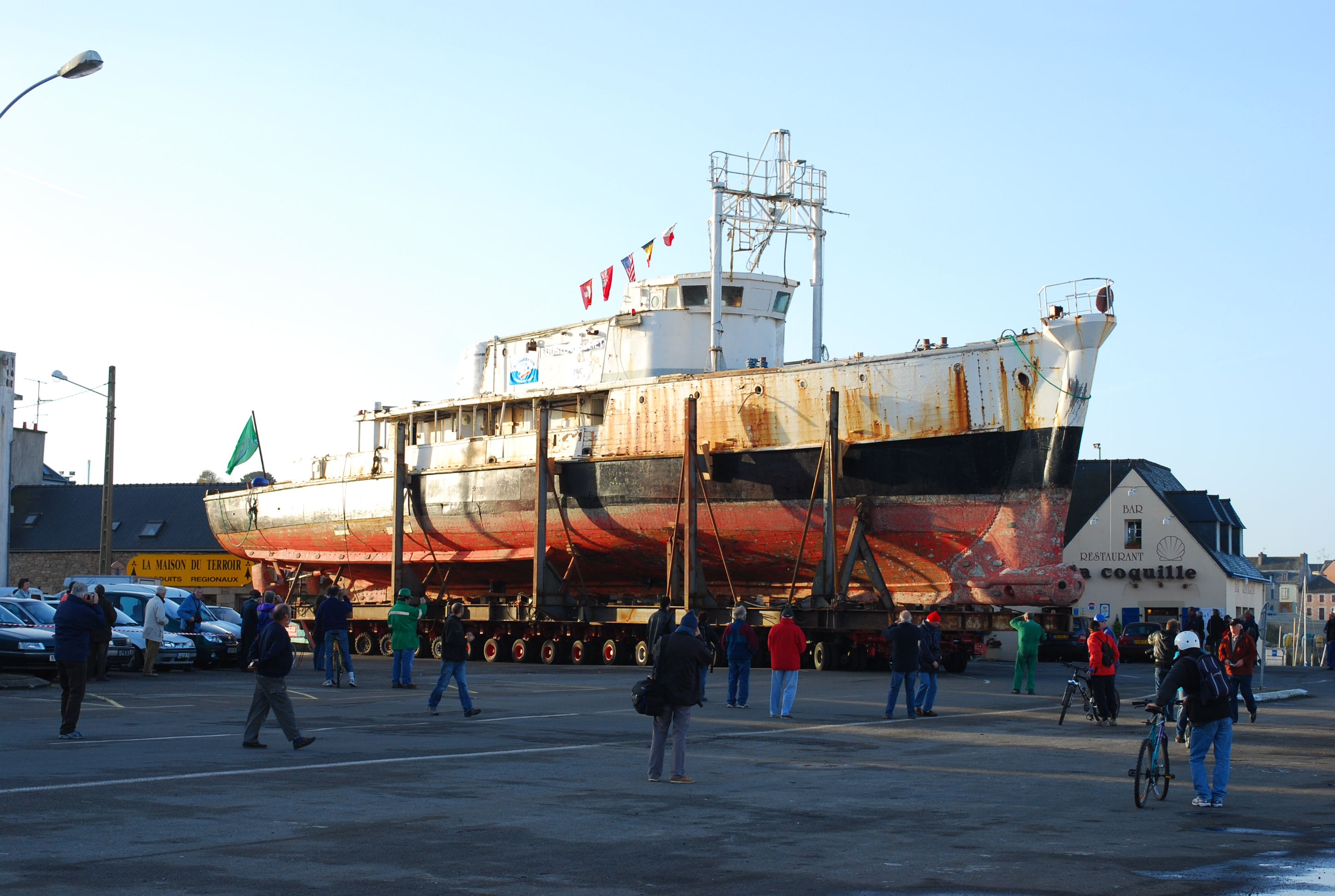
Calypso útban felújításra

Jacques-Yves Cousteau, vagyis Cousteau kapitány (Saint-André-de-Cubzac, 1910. június 11. – Párizs 1997. június 25.) közismert francia tengerkutató, felfedező, háromszoros Oscar-díjas természettudós és filmkészítő, aki életét a tengeri felfedezéseknek szentelte.
Katonai tanulmányainak befejezése után Toulonban megszervezte a haditengerészet víz alatti tanulmányokkal foglalkozó kutatócsoportját. Hadi célú munkák eredményeként nevéhez kötődik a könnyűbúvár-légzőkészülék kifejlesztése. Leszerelése után egy korábbi aknaszedő hajót átalakított oceanográfiai kutatóhajóvá, amelyet Calypso néven ismert meg a világ.
Népszerűségét természetfilmjeinek széles körű ismertsége okozta, és tudományos munkásságának elismeréséül a Francia Akadémia tagjává fogadta. Franciaországban le commandant Cousteau-nak (Cousteau parancsnoknak) nevezik, de a világ más területein inkább Jacques Cousteau-ként vagy Cousteau kapitányként emlegetik.

## Fiatalsága
Jacques-Yves Cousteau 1910. június 11-én született Saint-André-de-Cubzacban, Franciaországban. Hamar megtanult úszni, és sok időt töltött a tengerparton. Gyermekkorától két nagy szenvedélye volt, a tenger és a repülés. Miután az utóbbival kapcsolatos reményei súlyos autóbalesete következtében köddé váltak, a búvárkodás megszállottjává vált. A hagyományos iskolarendszer nem foglalta le túlzottan, és nem volt jó tanuló sem. Belekeveredett iskolai botrányokba, ami miatt ki is zárták, mivel egy alkalommal betörte az iskola 17 ablakát.

### Családja
Szülei Daniel Cousteau ügyvéd és Elisabeth. Egy testvére volt: bátyja, Pierre-Antoine Cousteau. 1937. július 12-én feleségül vette Simone Melchiort, és egy évre rá megszületett első fia, Jean-Michel Cousteau. Második gyermeke, Philippe 1940-ben született. 1967-ben született meg az első unokája, Fabien Cousteau, Jean-Michel gyermeke. 1979. június 28-án, amikor a Calypso egy expedíción járt Portugália felé, második fia, Philippe, egy PBY Catalina fedélzetén, hidroplán-balesetben hunyt el. Philippe felesége ekkor már várandós volt fiával, ifjabb Philippe Cousteau-val, aki 1980-ban született meg. 1990. december 1-jén felesége, Simone meghalt rákbetegségben. 1991 júniusában Cousteau Párizsban feleségül vette Francine Triplet-t, akinek tőle korábban született egy leánya, Diane 1980-ban és egy fia, Pierre-Yves 1982-ben.

## Munkássága

### Katonai szolgálatban
Húszéves korában belépett a hadseregbe, és miután elvégezte a Tengerészeti Akadémiát (École Navale), a francia haditengerészetnél a víz alatti kutatásokkal foglalkozott. A haditengerészet Víz Alatti Tanulmányi és Kutatócsoportját szervezte meg Toulonban, a Condorcet francia csatahajón szolgált, amikor végrehajtotta első víz alatti kutatásait. Ezt többek között Philippe Tailliez barátjának köszönhette, mivel ő 1936-ban Cousteaunak olyan víz alatti szemüveget adott kölcsön, amilyet a gyöngyhalászok használtak. Ez volt a modern búvárszemüveg elődje, és ezáltal vált lehetővé számára a víz alatti munka. A vízben történő tartózkodásához az a sajnálatos esemény is közrejátszott, hogy 1936 szeptemberében majdnem végzetes autószerencsétlenség áldozata lett. A balesetben hét helyen eltörtek a csontjai, a tüdeje átfúródott, a jobb keze megbénult, és a gyógyulásához vezető rehabilitációjához rendszeresen kellett úsznia.
Később egyre tapasztaltabb lett e téren, és hasznossá vált a tengerészet számára, valamint hírnevét is itt kezdte megalapozni. Cousteau a francia haditengerészet információs szolgálatának tagjaként küldetéseket teljesített, és így jutott el 1935 és 1938 között Sanghajba és 1939-ben a Szovjetunióba. Az 1940-es fegyverszünet után az ő és a felesége családja is költözni kényszerült, és Megève-be helyezték át otthonukat. Itt lett barátja az ott élő Ichac családnak. Cousteau és Marcel Ichac két különböző szellemiség, de mindkettőjük meg akarta mutatni az elérhetetlen helyeket. Cousteau a víz alatti élet, Ichac a hegycsúcsok szerelmese volt. Közösen készítették el 1943-ban a Hajótörés (Épaves) című filmet. A második világháború évei kiemelkedő fejezetét jelentették a búvármerülések történetének. Az 1940-es években Cousteau kapitány nagy hírnevet szerzett a búvár-légzőkészülék fejlesztésével és tesztelésével. Az ő berendezése volt a mai napig is használt nyitott rendszerű búvárfelszerelés elődje.
Saját magán végzett oxigénmérgezéses és nitrogénnarkózisos kísérleteivel igyekezett meghatározni a biztonságos merülés határát is. Emile Gagnan mérnök segítségével egy sűrített levegőjű búvárkészüléket tervezett, amellyel merülési rekordot állított fel. 1943-ban a „vízi tüdő” néven is ismert készülékkel Cousteau 60 méter mélyre merült le anélkül, hogy bármilyen káros utóhatást tapasztalt volna. Első víz alatti felvételei is ekkor készültek. Részt vett a második világháborúban mint a hadiflotta tisztje hadnagyi rendfokozatban, de közben mindig talált időt arra, hogy a tenger iránti vonzalmának hódoljon. 1949-ben Cousteau leszerelt a francia haditengerészettől.

### A tenger szolgálatában
1950-ben megalapította a Francia Oceanográfiai Mozgalmat (FOC), és megszerzett egy hajót Thomas Loel Guinness mecénás segítségével, melynek a neve Calypso volt. Az eredetileg aknaszedő hajót 1942-ben építették az USA-ban, és jelentős átalakítását követően vált felszerelt óceánkutató hajóvá.
További élete a tengeri kutatásokról szólt. Fő érdeklődési területei nemcsak a tudomány számára voltak jelentősek, hanem felkeltették a nagyközönség érdeklődését is. Munkássága eredményeképpen Auguste Piccard mellett a víz alatti merülés és búvárkodás újkori atyjaként tartják számon.
Denise néven „merülő csészealjat" fejlesztett ki Jean Mollard fejlesztőmérnökkel közösen. Ez volt az első víz alatti jármű, amelyet kifejezetten a tudományos kutatás céljára létesítettek. 1959-től kezdték meg a merüléseket 350 méteres mélységig, és a berendezés négy vagy öt óra tartózkodást tett lehetővé. 1965-ben a technológiát továbbfejlesztették, és két új búvár csészealjat bocsátottak vízre találó tengeri bolhák néven. Ezek a berendezések már 500 méteres mélységig tették lehetővé a tenger kutatását.
1957-ben Cousteaut megválasztották a Monacói Oceanográfiai Múzeum igazgatójává, és 1988-ig megtartotta ezt a tisztséget. Amerikai televíziós cégekkel (ABC, Métromédia, NBC) kötött megállapodás értelmében elkészítették a Cousteau Kapitány Víz Alatti Odisszeája sorozatot. 1973-ban a két fiával és Frederick Hymannal megalapította a Cousteau Társaságot, mely az óceáni élet védelmében tevékenykedik. Hyman volt az első elnöke a később több mint 300 000 tagot számláló szervezetnek.
1976-ban feltárta a HMHS Britannic roncsait. 1977-ben Peter Scott-tal együtt megkapta az ENSZ Környezetvédelmi díjat. 1980-ban Cousteau Kanadába utazott, hogy elkészítsen két filmet a Szent Lőrinc-folyón és a Nagy-tavaknál: Cries from the Deep és St.Lawrence: Stairway to the Sea. A filmek sikert arattak és kiemelkedő nézettséget értek el. 1985-ben megkapja Ronald Reagantől az Elnöki Szabadság Érdemrendet. 1988. november 24-én beválasztották a Francia Akadémia tagjai sorába. 1991 novemberében Cousteau interjút adott az UNESCO-nak, amelyben kijelentette, hogy támogatja az emberi népességszabályozást és a népesség csökkentését.
Magyar vonatkozású esemény vele kapcsolatban, hogy 1991-ben ökológiai expedíció keretében végighajózta a Dunát az élővilágát kutatva. 1992-ben meghívták Rio de Janeiróba, az Egyesült Nemzetek nemzetközi konferenciájára, melyet a környezetről és fejlődésről szerveztek, és innentől Cousteau rendszeres tanácsadója lett az ENSZ-nek és a Világbanknak. 1996-ban beperelte saját fiát, mert az szabadidőközpontot akart alapítani a Fidzsi-szigeteken, amelynek Cousteau lett volna a neve. 1996. január 11-én a Calypso elsüllyedt a szingapúri kikötőben egy úszó csónakházzal történt ütközés miatt. Cousteau a Calypsót kiemeltette és hazavontatta Franciaországba, de 1997-ben bekövetkezett halála miatt már többé nem szállhatott vízre vele.

### Könyvek és filmek
Számos könyvet írt, mint például a Csend világa (1953) és a Jacques Cousteau Óceánjának Világa. Róla is készült négy könyv James Dugan-Undersea: Cousteau kapitány története (1957), Roger King-Jacques Cousteau és a tenger alatti világ (2000), John Bankston-Jacques-Yves Cousteau: Az ő története a tengerben (2002) és Kathleen Olmstead-Jacques Cousteau: Élet a tengerben (2008). Dokumentumfilmek készítésében is sikeres volt. A Calypso fedélzetén több mint 100 filmet készített. A Csend világáról (Le monde du silence) készített filmet három évvel azután forgatta, hogy a könyv megíródott, és sikerét jelzi, hogy Arany Pálma díjat kapott. Viszont a Le Monde sans soleil (A sötétség birodalmáról) előbb filmként készült el (1964), majd csak azután a könyv (1965). A sikeres könyveknek és a népszerű filmeknek köszönhette, hogy nemzetközileg elismert tengerkutató lett, és filmkészítőként is számon tartják.

## Emlékezete
87 évesen párizsi otthonában szívroham következtében halt meg. Június 30-án búcsúztatták a párizsi Notre-Dame katedrálisban Jacques Chirac elnök és számos közéleti személyiség jelenlétében. A gyászmisét Jean-Marie Lustiger bíboros, Párizs érseke celebrálta. Július 3-án a családi parcellában helyezték végső nyugalomra a markáns arcélű kapitányt Saint-André-de-Cubzac temetőjében. Ő volt életében Franciaország egyik legnépszerűbb embere. Temetésén azt mondták búcsúztatásakor, hogy „megtért a csend világába”.
1990-ben, 80. születésnapján megjelent Jean-Michel Jarre albuma, az En attendant Cousteau (Cousteau-ra várva), melyet Cousteau tiszteletére készítettek.
2009 novemberében a Mexikóhoz tartozó, a Kaliforniai-öbölben található, közel 400 éve Cerralvónak nevezett szigetet – sokak tiltakozása ellenére – Jacques Cousteau-szigetre nevezték át.

## Művei magyarul
- Jacques-Yves Cousteau–Frédéric Dumas: A csend világa; ford. Fenyő György; Gondolat, Bp., 1958
- Jacques-Yves Cousteau–Philippe Diolé: Vízi barátaink; ford. Nagy Géza; Gondolat, Bp., 1980 (Világjárók)
- Jacques-Yves Cousteau–Philippe Diolé: Kincskeresés a tenger mélyén; ford. Farkas Ildikó, Nagy Géza, Pignitzky Beáta; Gondolat, Bp., 1983 (Világjárók)

## Fordítás
- Ez a szócikk részben vagy egészben  a   Jacques-Yves Cousteau című angol Wikipédia-szócikk ezen változatának fordításán alapul.  Az eredeti cikk szerkesztőit annak laptörténete sorolja fel. Ez a jelzés csupán a megfogalmazás eredetét és a szerzői jogokat jelzi, nem szolgál a cikkben szereplő információk forrásmegjelöléseként.